# إليوشن إل-4
إليوشن إل-4 (بالإنجليزية: Ilyushin Il-4) هي قاذفة قنابل أنتجت في 1936. كان أول طيران لها في مارس 31, 1936. صنع منها 1,528 طائرة.